# Osiedle Stalowe
Osiedle Stalowe – zabytkowe osiedle w Krakowie wchodzące w skład dzielnicy XVIII Nowa Huta, niestanowiące jednostki pomocniczej niższego rzędu w ramach dzielnicy, położone między aleją Solidarności, ul. Władysława Orkana i Bulwarową. Osiedle powstało w latach 1954–1956, jego dawne oznaczenie to A-11. Sąsiaduje z osiedlami: Szkolnym, Hutniczym oraz Willowym. Nieopodal znajdują się także ogródki działkowe oraz Zalew Nowohucki.
Wyróżniającym się elementem w architekturze osiedla są bramy.

## Obiekty użyteczności publicznej na terenie osiedla
- Samorządowe Przedszkole nr 99 (os. Stalowe 10)
- Szkoła Podstawowa nr 37 im. Juliana Tuwima (os. Stalowe 18)
- dawna Szkoła Policealna Pracowników Służb Społecznych im. Adama Chmielowskiego – Brata Alberta nr 4 (os. Stalowe 17; obecnie budynek dydaktyczny Instytutu Pracy Socjalnej Uniwersytetu Pedagogicznego[2])
- Biblioteka Kraków – Filia 53 (os. Stalowe 12)
- Przedszkole Niepubliczne „Malinowy Domek” w Domu Młodego Robotnika (os. Stalowe 16)
- Prokuratura Rejonowa Kraków – Nowa Huta w Krakowie oraz Prokuratura Rejonowa Kraków – Podgórze w Krakowie (w budynku „DMR”, wejście od strony osiedla)

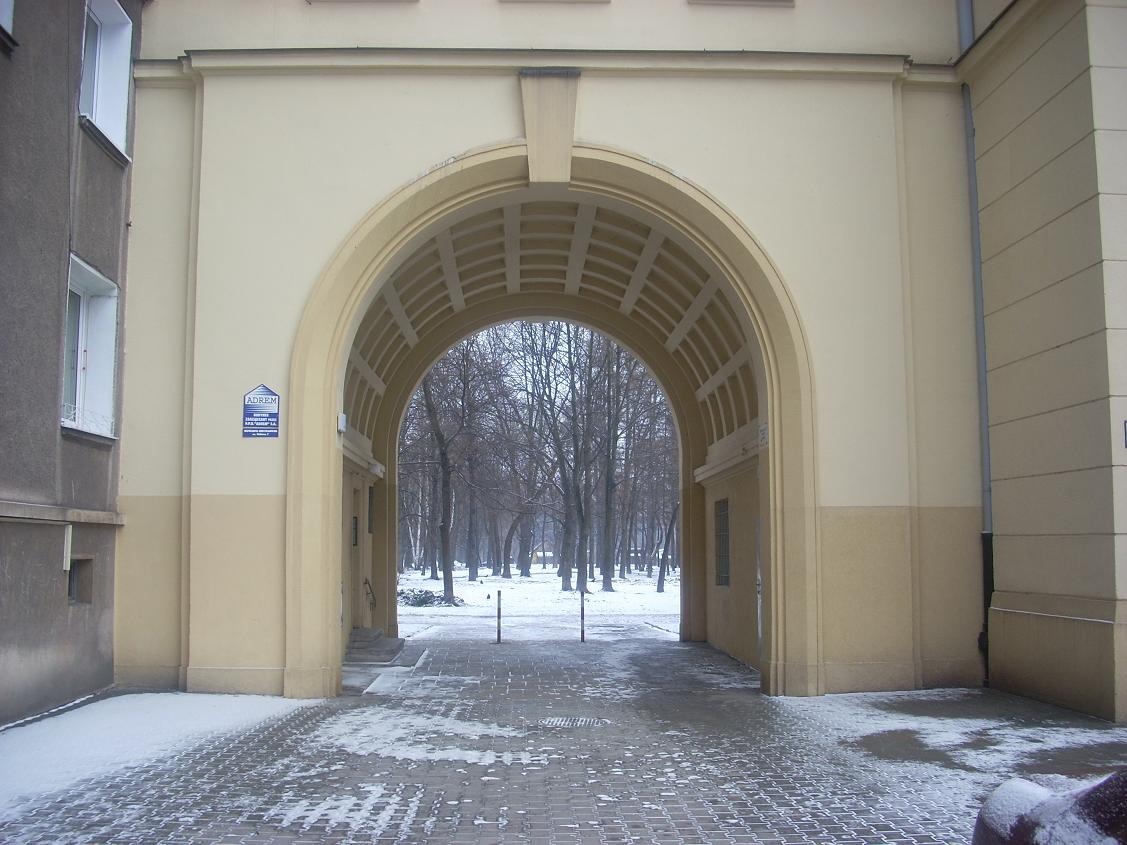
Charakterystyczna brama na Osiedlu Stalowym (2008)
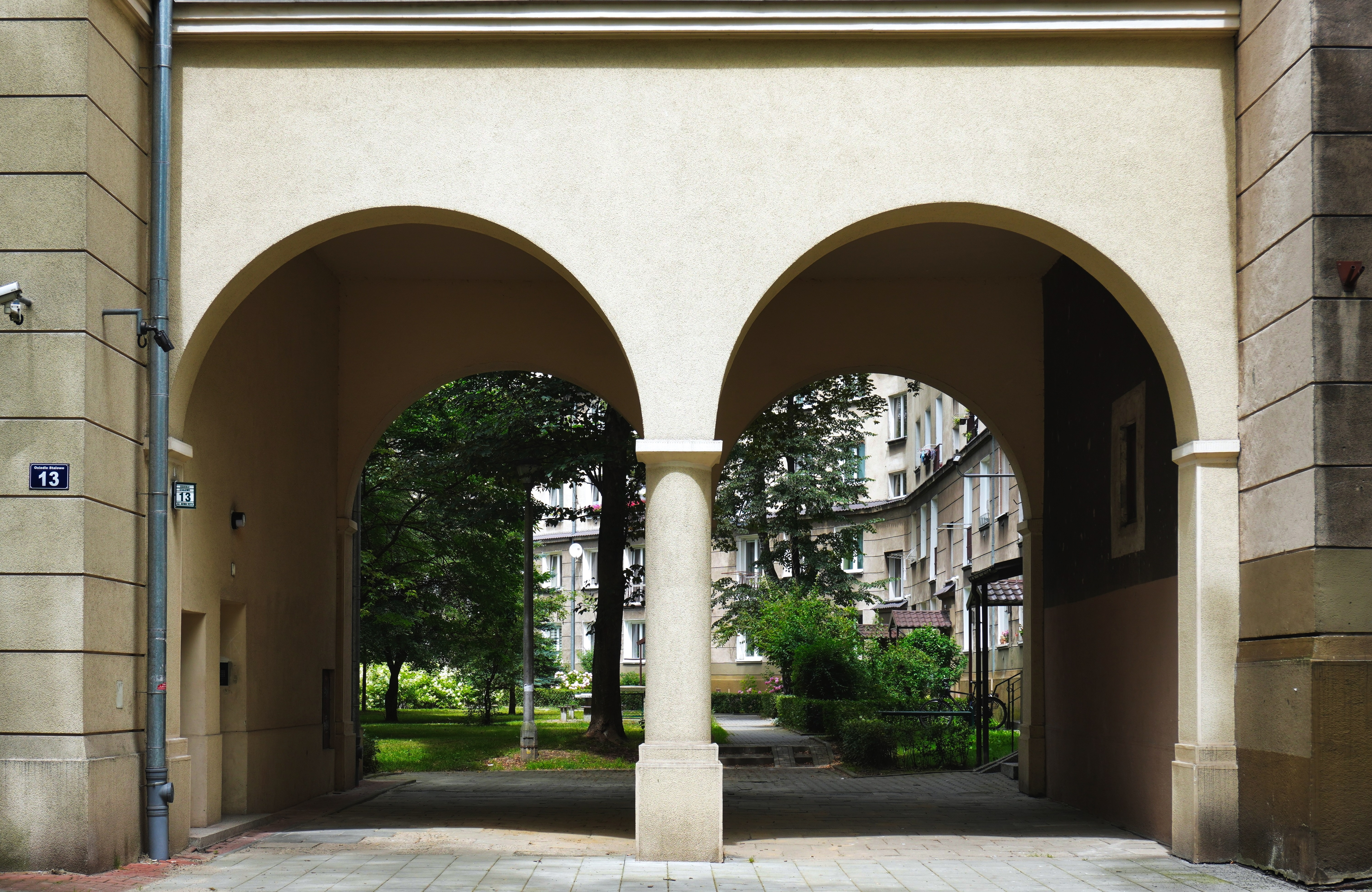
Brama os. Stalowe 13
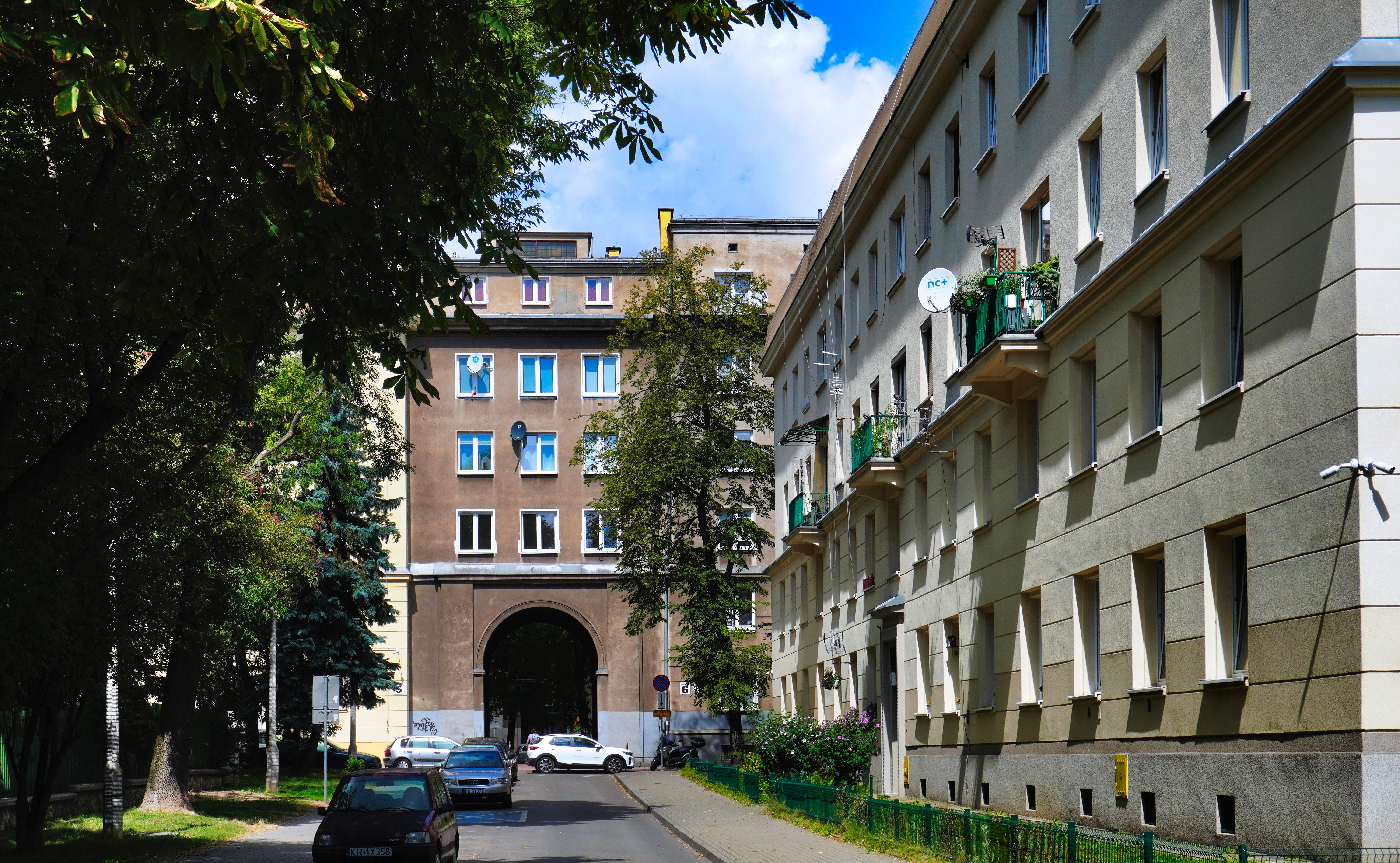
Wnętrze osiedla os. Stalowe 6 i 9
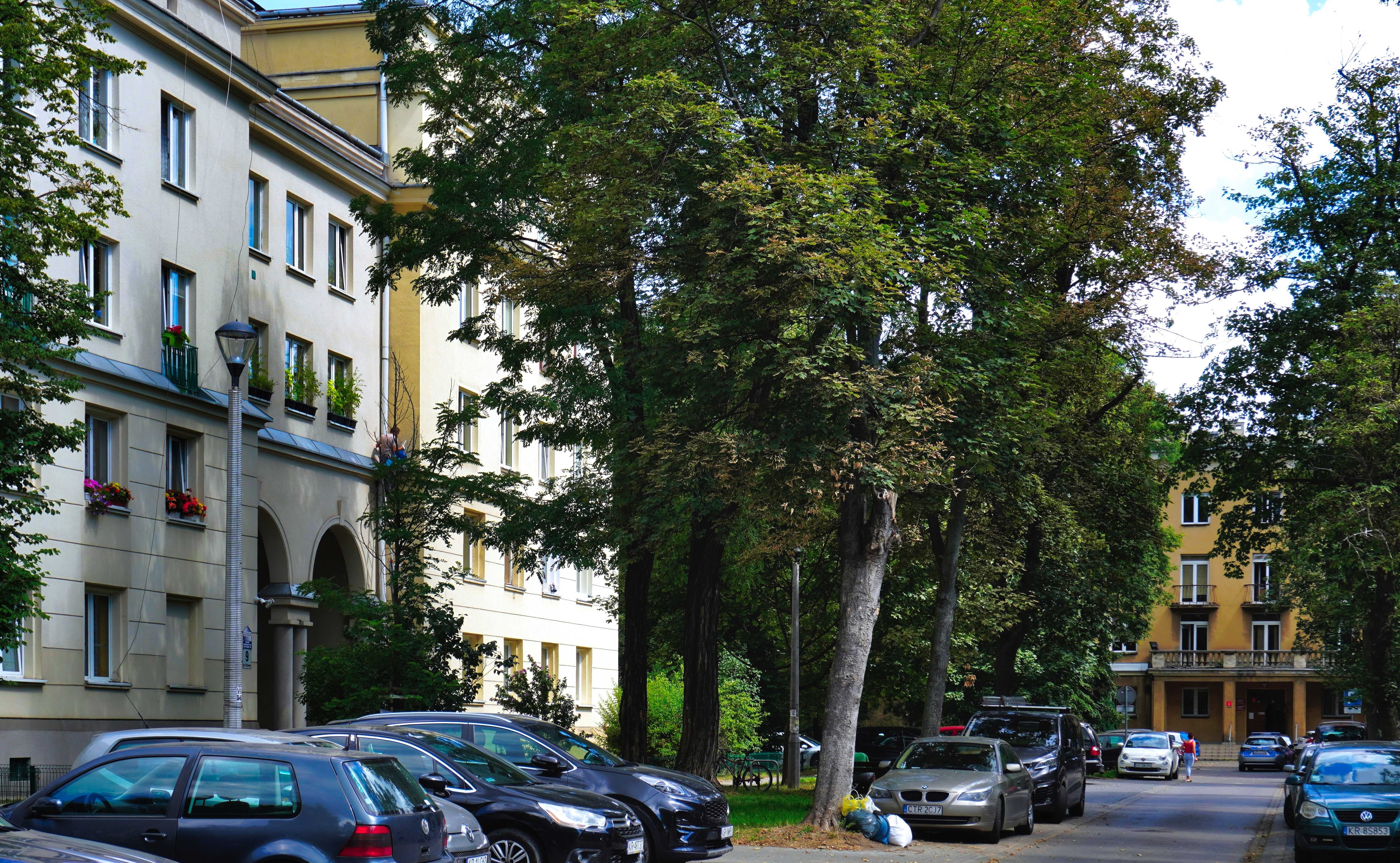
Wnętrze osiedla os. Stalowe 9 i 8
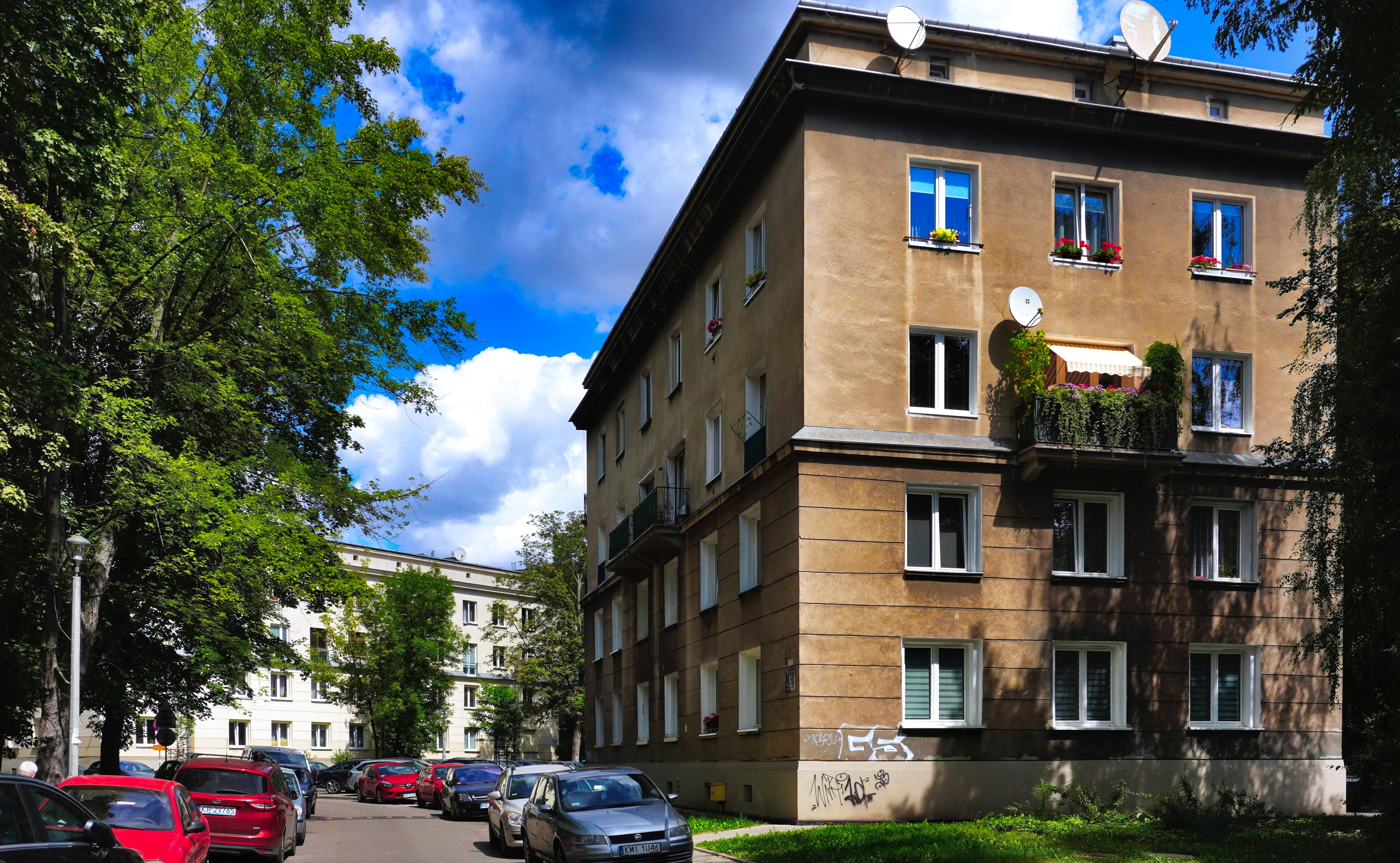
Wnętrze osiedla os. Stalowe 9 i 15
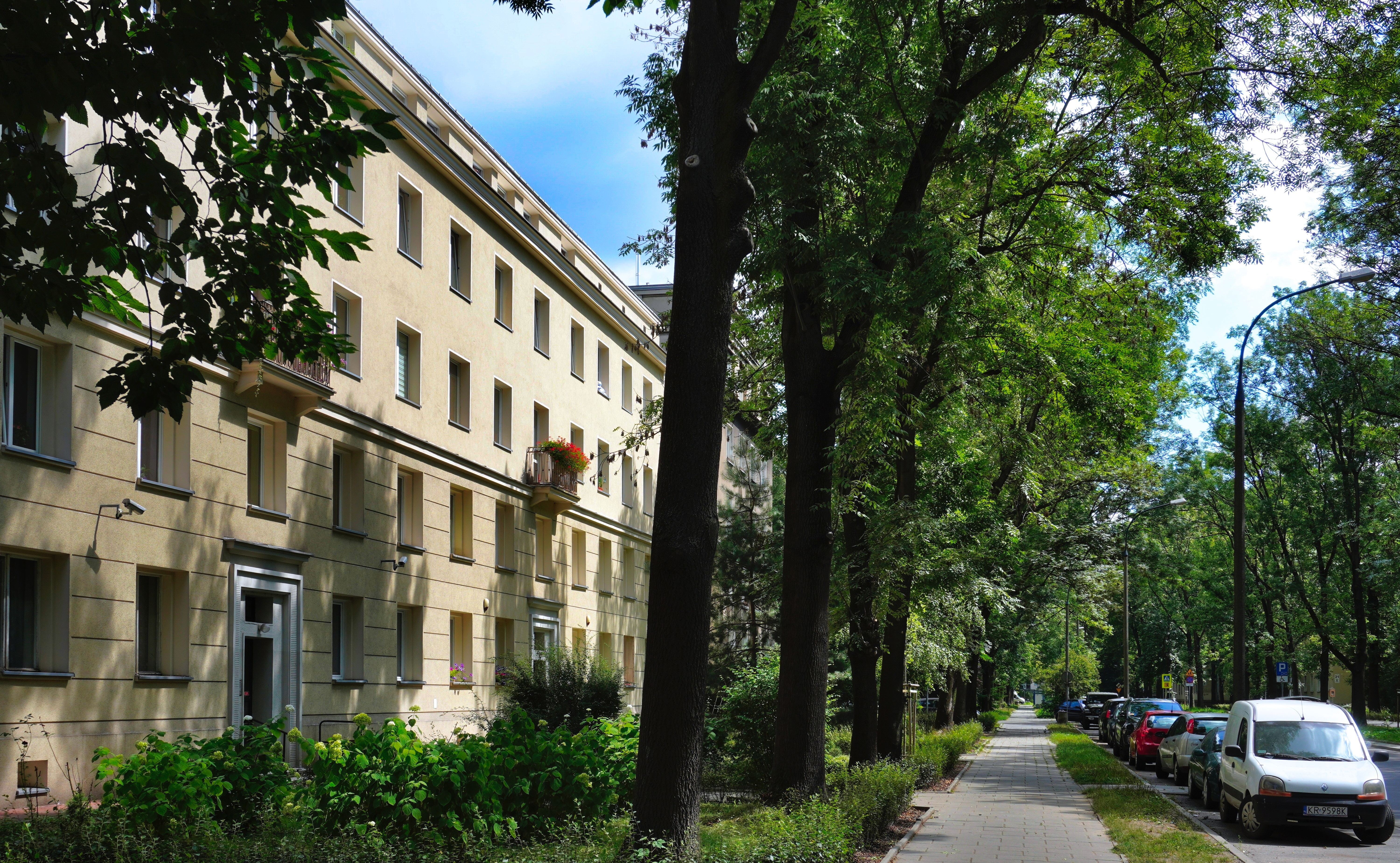
Południowa strona osiedla, widok od ul. Orkana os. Stalowe 13
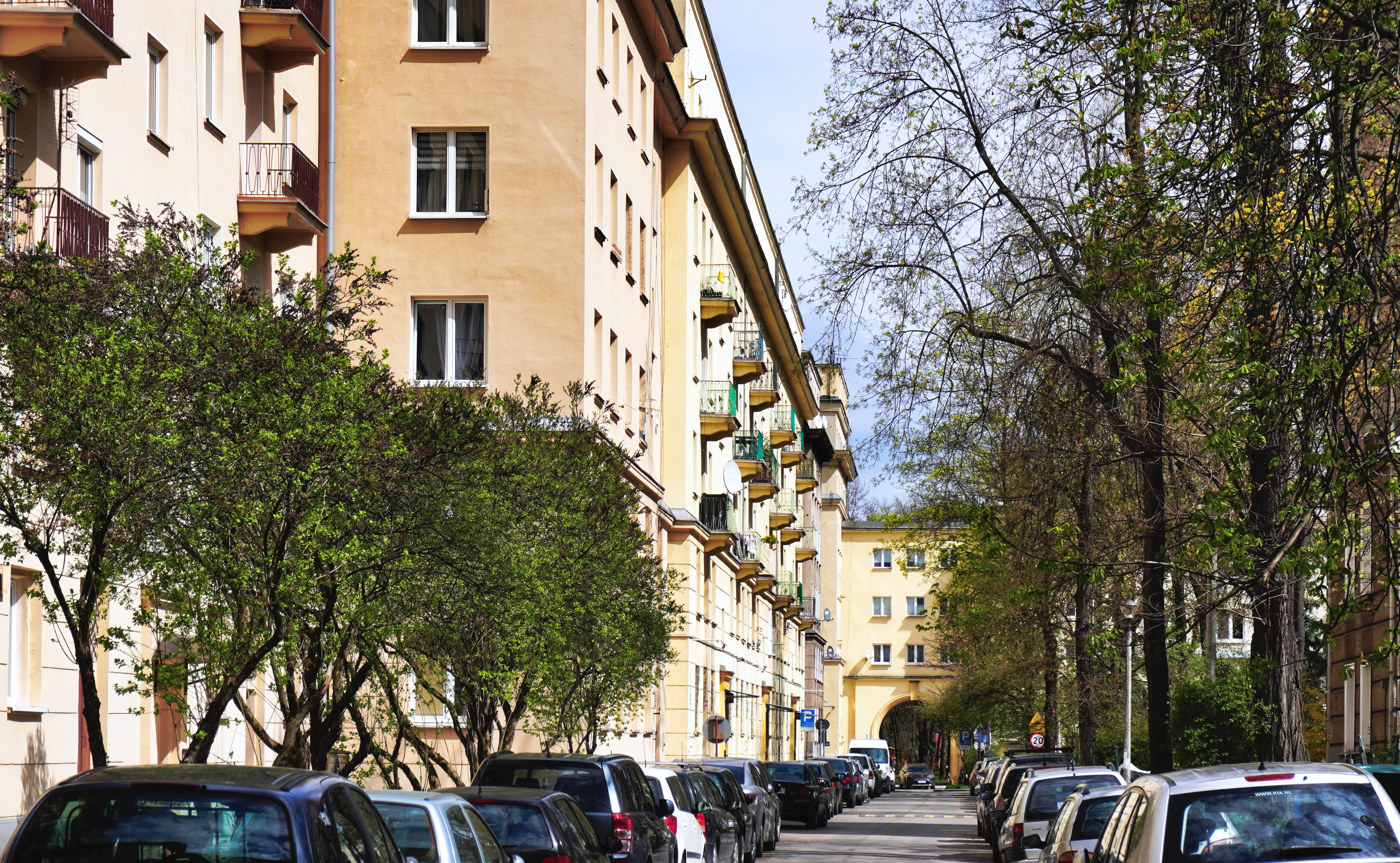
Wnętrze osiedla os. Stalowe 4, 5 i 6